# Tania Raymonde

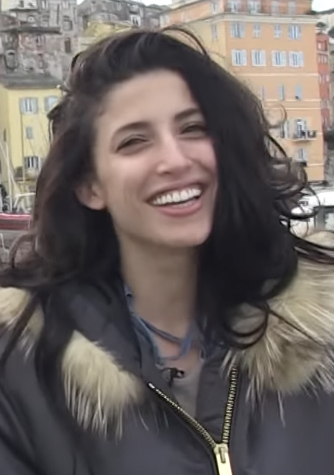
Tania Raymonde, 2017

Tania Raymonde Helen Katz (* 22. März 1988 in Los Angeles, Kalifornien) ist eine US-amerikanische Schauspielerin, Filmregisseurin und Drehbuchautorin.

## Privates
Tania Raymonde ist die Tochter des US-Amerikaners Jon Katz, welcher russisch-jüdische Wurzeln hat, und der aus Korsika stammenden Katholikin Ann-Marie Katz. Auf die Frage, wie es war, mit einem jüdischen Vater und einer katholischen Mutter aufzuwachsen, sagte sie: ”I was raised Jewish and Catholic. We did Christmas and Hanukkah ... My mom was really into going to synagogue, and wanted to convert, but it just never happened.“ 
(dt.: Ich wurde jüdisch und katholisch erzogen. Wir feierten Weihnachten und Hanukkah ... Meine Mama liebte es, in die Synagoge zu gehen, und wollte konvertieren, aber es kam einfach nicht dazu.)
Sie beherrscht die französische Sprache fließend und besuchte als Kind eine französische Schule, das Lycée Français de Los Angeles.
Raymonde ist 1,66 m groß.

## Karriere

### Als Schauspielerin
Raymonde gab ihr Schauspieldebüt im Jahr 2000 in einer Folge der Fernsehserie Providence. 
Sie ist vor allem durch ihre Mitwirkung in diversen Serien bekannt geworden, insbesondere als Cynthia Sanders in Malcolm mittendrin und Alex Rousseau in Lost. Auch in TV-Serien wie Raven blickt durch, The Guardian - Retter mit Herz, CSI: New York, 90210 und The Big Bang Theory spielte sie in einzelnen Folgen mit. 
Im Horrorfilm Texas Chainsaw 3D - The Legend Is Back, der 2013 erschien und die inhaltliche Fortsetzung von Blutgericht in Texas (1974) ist, verkörpert sie die Figur der Nikki. 
Die Pop-Rock-Band Maroon 5 veröffentlichte 2007 ein Musikvideo zu ihrer Single Won't Go Home Without You, in dem Raymonde zu sehen ist.

### Als Regisseurin und Drehbuchautorin
Im Kurzfilm Cell Division (2006) führte Raymonde das erste Mal Regie und war zudem für das Drehbuch verantwortlich. 2017 war sie erneut für einen Kurzfilm (Without You) als Regisseurin und Drehbuchautorin tätig. 
Zwei Jahre später, 2019, wirkte Raymonde in der Komödie Bad Art mit; sie hatte die Rolle der Jordana inne, schrieb zusammen mit dem Künstler Zio Ziegler das Drehbuch und führte mit ihm gemeinsam auch die Regie.

## Filmografie (Auswahl)

### Serien
- 2000: Providence (Folge 2x22)
- 2000: The Brothers García (Folge 1x04)
- 2001: The Nightmare Room (Folge 1x02)
- 2000–2002: Malcolm mittendrin (Malcolm in the Middle, 4 Folgen)
- 2003: Raven blickt durch (That’s So Raven, Folge 1x08)
- 2003: The O’Keefes (8 Folgen)
- 2003: The Guardian – Retter mit Herz (The Guardian, Folge 3x02)
- 2005: Navy CIS (NCIS, Folge 2x17)
- 2006: Medium – Nichts bleibt verborgen (Medium, Folge 2x18)
- 2006–2010: Lost (19 Folgen)
- 2008: The Cleaner (Folge 1x12)
- 2008: CSI: NY (Folge 5x05)
- 2008–2009: Cold Case – Kein Opfer ist je vergessen (Cold Case, 8 Folgen)
- 2009: Criminal Intent – Verbrechen im Visier (Law & Order: Criminal Intent, Folge 8x16)
- 2009: Bones – Die Knochenjägerin (Bones, Folge 4x21)
- 2009: L.A. Crash (Crash, 2 Folgen)
- 2010: The Forgotten – Die Wahrheit stirbt nie (The Forgotten, Folge 1x13)
- 2010: Look (3 Folgen)
- 2011: Hawaii Five-0 (Folge 2x05)
- 2011: Death Valley (12 Folgen)
- 2012: 90210 (3 Folgen)
- 2012: Switched at Birth (8 Folgen)
- 2013: Chicago Fire (2 Folgen)
- 2014: Chicago P.D. (Folge 1x01)
- 2014: The Big Bang Theory (Folge 7x15)
- 2015: CSI: Crime Scene Investigation (Folge 15x15)
- 2015–2016: The Last Ship (4 Folgen)
- 2016–2021: Goliath (30 Folgen)
- 2023: Navy CIS (NCIS, Folge 20x13)
- 2023: S.W.A.T. (Folge 6x10)
- 2023: For All Mankind (Folge 4x03)
- 2024: The Lincoln Lawyer (3 Folgen)

### Film
- 2002: Sweet Dream Alabama (Children on Their Birthdays)
- 2006: The Garage
- 2008: Japan
- 2008: The Other Side of the Tracks
- 2008: Foreign Exchange
- 2009: GoodSam and Max (Kurzfilm)
- 2009: Wilde Kirschen – The Power of the Pussy (Wild Cherry)
- 2009: Small Town Secret (Elsewhere)
- 2009: The Immaculate Conception of Little Dizzle
- 2009: Wild Chicks (Still Waiting…)
- 2010: Chasing 3000
- 2011: Red Alert (Kurzfilm)
- 2011: Trophy Kids
- 2011: Chillerama
- 2011: Losers Take All
- 2012: Hatching Max (Kurzfilm)
- 2012: Crazy Eyes
- 2012: Blue Like Jazz
- 2013: Texas Chainsaw 3D
- 2013: Jodi Arias: Dirty Little Secret (Fernsehfilm)
- 2017: Dirty Lies
- 2019: Cliffs of Freedom
- 2019: Bad Art
- 2020: Deep Blue Sea 3
- 2022: Futra Days
- 2023: Walden